# Al-Jabarti
ʿAbd al-Raḥmān al-Jabartī, nome completo ʿAbd al-Raḥmān b. Ḥasan b. Burhān al-Dīn al-Jabartī (in arabo عبد الرحمن بن حسن بن برهان الدين الجبرتي‎?), semplicemente chiamato al-Jabartī (in arabo عبد الرحمن الجبرتي‎?; Il Cairo, 1756 – Il Cairo, 1825), è stato uno storico egiziano.

## Biografia
Fu un fedele cronista della sua epoca. I suoi libri costituiscono un'opera importantissima di storiografia araba, e costituiscono un'apprezzabile ricostruzione dell'impatto francese sull'Egitto fino alla presa di potere colà da parte di Muhammad Ali (1804).
Gli antenati di al-Jabartī provenivano dalla Somalia. e, da giovane, ʿAbd al-Raḥmān fu destinato a seguire i corsi tenuti nell'Università di al-Azhar.
Nel 1744, alla morte del padre, uno stimato studioso hanafita, mise a frutto le conoscenze familiari che gli consentirono di studiare sotto la guida di importanti maestri come Khalīl al-Murādī e al-Murtaḍā al-Ḥusaynī al-Zabīdī, che lo convinsero circa la sua buona predisposizione a occuparsi della storia dell'Egitto. Cominciò pertanto a descrivere mensilmente le cronache del suo Paese, che gli fecero concludere tre imponenti tomi, l'ultimo dei quali, in lingua araba, è noto come Ajaʾib al-athār fī l-tarājim wa-l-akhbār (in arabo عجائب الاَثار في التراجم والاخبار‎?), indicato spesso semplicemente come "Storia dell'Egitto di al-Jabarti", che parla dell'arrivo in Egitto di Napoleone e dell'influenza che egli esercitò su Paese fino alla presa di potere di
Mehmet Ali.